# عبد الحميد صادمي
عبد الحميد صادمي مواليد 1961 في عزازقة، هو لاعب كرة قدم جزائري دولي سابق كان يلعب كمدافع. اعتزل اللعب عام 1994. سبق له أن لعب في كأس العالم لكرة القدم مع منتخب بلاده. بدأ مسيرته الرياضية عام 1978.

## المسيرة الاحترافية

### أندية لعب لها
- شبيبة القبائل

## روابط خارجية
- عبد الحميد صادمي على موقع الاتحاد الدولي (مؤرشف)  (الإنجليزية)
- عبد الحميد صادمي على موقع قاعدة بيانات كرة القدم.إي يو (الإنجليزية)
- عبد الحميد صادمي على موقع ناشيونال فوتبول تيمز (الإنجليزية)